# Челночки
Челночки (лат. Cymbium) — род относительно крупных морских брюхоногих моллюсков из семейства волют (Volutidae).

## Размножение
Самки откладывают яйца в специальный «карман» на ноге, в котором они находятся, пока из них не вылупятся молодые улитки.

## Виды
- Cymbium cucumis (Röding, 1798)
- Cymbium cymbium (Linnaeus, 1758) — Ложное слоновье ухо
- Cymbium fragile (Fittkau & Stürmer, 1985)
- Cymbium glans (Gmelin, 1791)
- Cymbium gracile (Broderip, 1830)
- Cymbium indicum (Gmelin, 1790)
- Cymbium marmoratum Link, 1807
- Cymbium olla (Linnaeus, 1758)
- Cymbium pachyus (Pallary, 1930)
- Cymbium patulum (Broderip, 1830)
- Cymbium pepo (Lightfoot, 1786)
- Cymbium senegalensis (Marche-Marchad, 1978)
- Cymbium souliei (Marche-Marchad, 1974)
- Cymbium tritonis (Broderip, 1830)